# Guarionex (Puerto Rico)
Guarionex fue uno de los caciques que lucharon contra la colonización española en Puerto Rico, recordado hoy en las leyendas indigenistas y nacionalistas del país.

## Origen
Los historiadores asumen que Guarionex era vasallo del más conocido cacique Guaybaná. Gracias a la narrativa de Oviedo, existe más seguridad en cuanto a la región de sus dominios. Estos se encontraban en las tierras de Utuo (u Otoao), lo que hoy es la cuenca alta del Río Grande de Arecibo, en las cercanías de Utuado. Algunas fuentes especulan que era de origen Caribe.

## Batalla del 1511
Apenas tres años después de la entrada de los españoles a Puerto Rico, el cacique Guaybaná convoca a un areíto a los caciques más reconocidos de la isla para expulsar a los barbudos que se habían establecido en la aldea de Sotomayor.  Algunos no respondieron pensando que no resultaría ventajoso.  Sin embargo, Guarionex contestó con entusiasmo y presentó más de 3.000 de sus guerreros a la lucha. El encuentro de armas resultó desastroso para el asentamiento español, pero mortal para ambos caciques.

## Memoria
El archivista e historiador Arthur Alfonso Schomburg en ocasiones tomó el pseudónimo de "Guarionex." En el 1962 novelista Manuel Muñoz escribió el cuento, Guarionex: la historia de un indio rebelde, símbolo heroico de un pueblo y de una raza.